# Meuselbach-Schwarzmühle
Meuselbach-Schwarzmühle – dzielnica miasta Schwarzatal w Niemczech, w kraju związkowym Turyngia, w powiecie Saalfeld-Rudolstadt, we wspólnocie administracyjnej Schwarzatal. Do 31 grudnia 2018 jako samodzielna gmina wchodziła w skład wspólnoty administracyjnej Bergbahnregion/Schwarzatal.